# Nunatak Brebbia
Nunatak Brebbia är en nunatak i Antarktis. Den ligger i Västantarktis. Argentina, Chile och Storbritannien gör anspråk på området. Toppen på Nunatak Brebbia är 145 meter över havet.
Terrängen runt Nunatak Brebbia är kuperad åt sydväst, men åt nordost är den platt. Trakten är obefolkad. Det finns inga samhällen i närheten. 